# 焼肉定食 (熟語)
焼肉定食（やきにくていしょく）とは、弱肉強食とかけた日本語におけることわざパロディの一種。

## 概要
1980年代後半から散見されるパロディであり、「『○肉○食』：○にそれぞれ適切な漢字を入れて四字熟語を完成させよ」という問いに対して、想定されている解答の『弱肉強食』ではなく『焼肉定食』と答えた学生がいるといった都市伝説的な文脈で引用されることが多い。（都市伝説の一覧#試験も参照）。評論家の大隈秀夫が、出版の専門学校にて「弱肉強食」が正解となる問いを出題したところ、「焼肉定食」と解答した受講生が実際にいたという。その受講生に後で尋ねてみると「それしか思いつかなかった」と答え、大隈を唖然とさせたという。また、漫画家のはらたいらは、高校の国語の試験で「○肉○食」の熟語を完成させる問いに対し、本来なら「弱肉強食」と答えるべきところを「焼肉定食」と書いたことがあるとエッセイで語っている。
焼肉定食とは、本来、日本において大衆食堂や牛丼チェーンなどで供される定食の一種である。店によって様々なバリエーションがあるが、典型的な焼肉定食は、タレで味付けされた薄切り肉と野菜類に、ご飯と味噌汁と香の物などが一揃いになったものである。国語辞典でこそ、目下のところ用例を見出すことのない一種の俗語であるが、日本人にとって馴染みの深い言葉であり、日本語として広く定着している。例えば、グルメリポートでも焼肉定食の特集が組まれることがある。また、日本国外でも日本の食文化として紹介されたり、外国人向けの日本語教材でも、“set meal with grilled meat”として取り上げられたりしている。

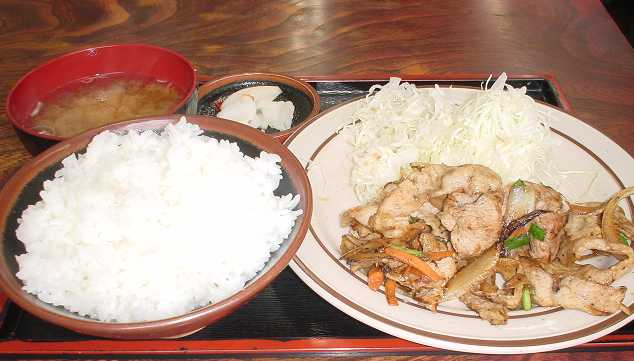
焼肉定食の例1
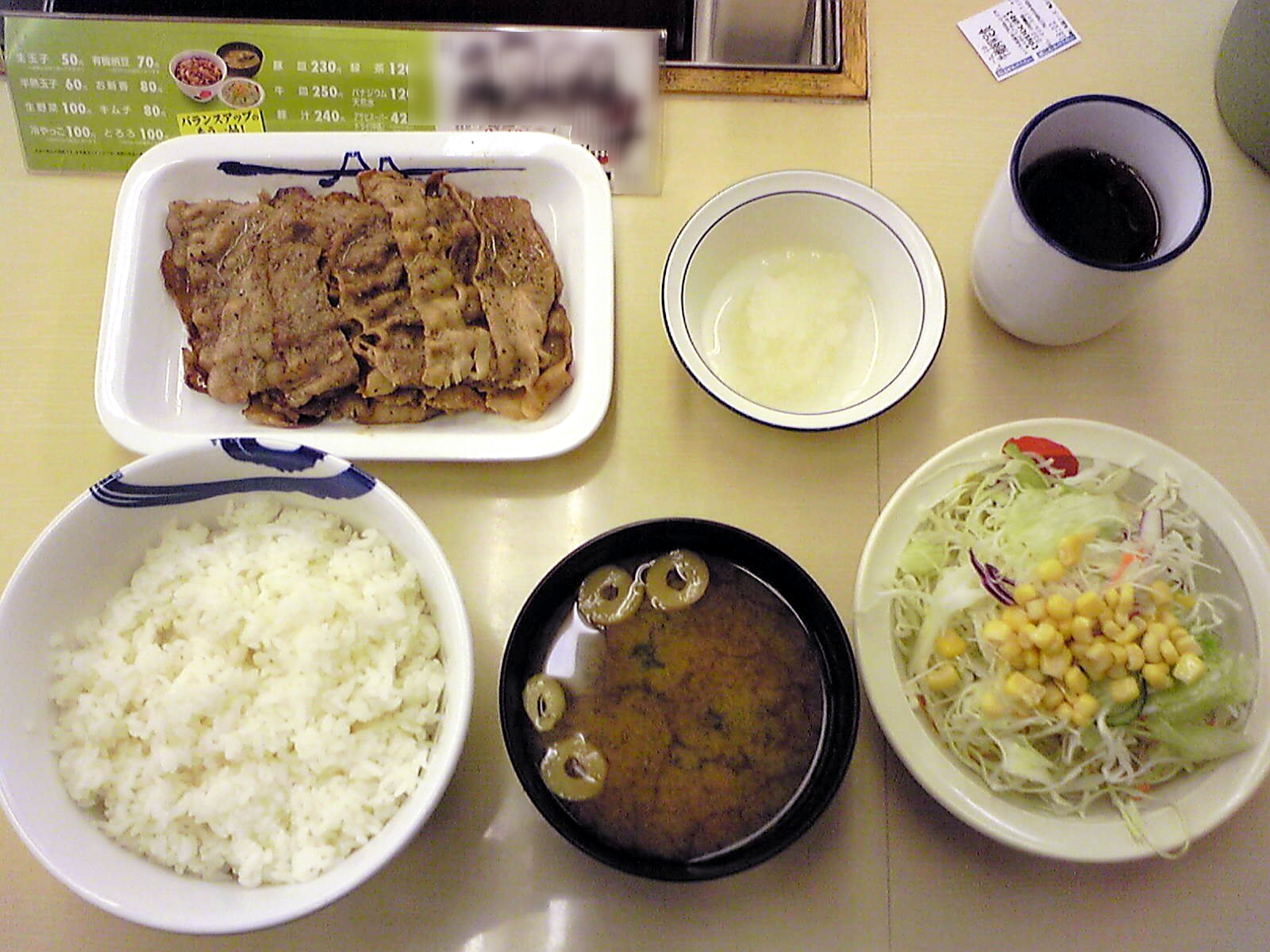
焼肉定食の例2
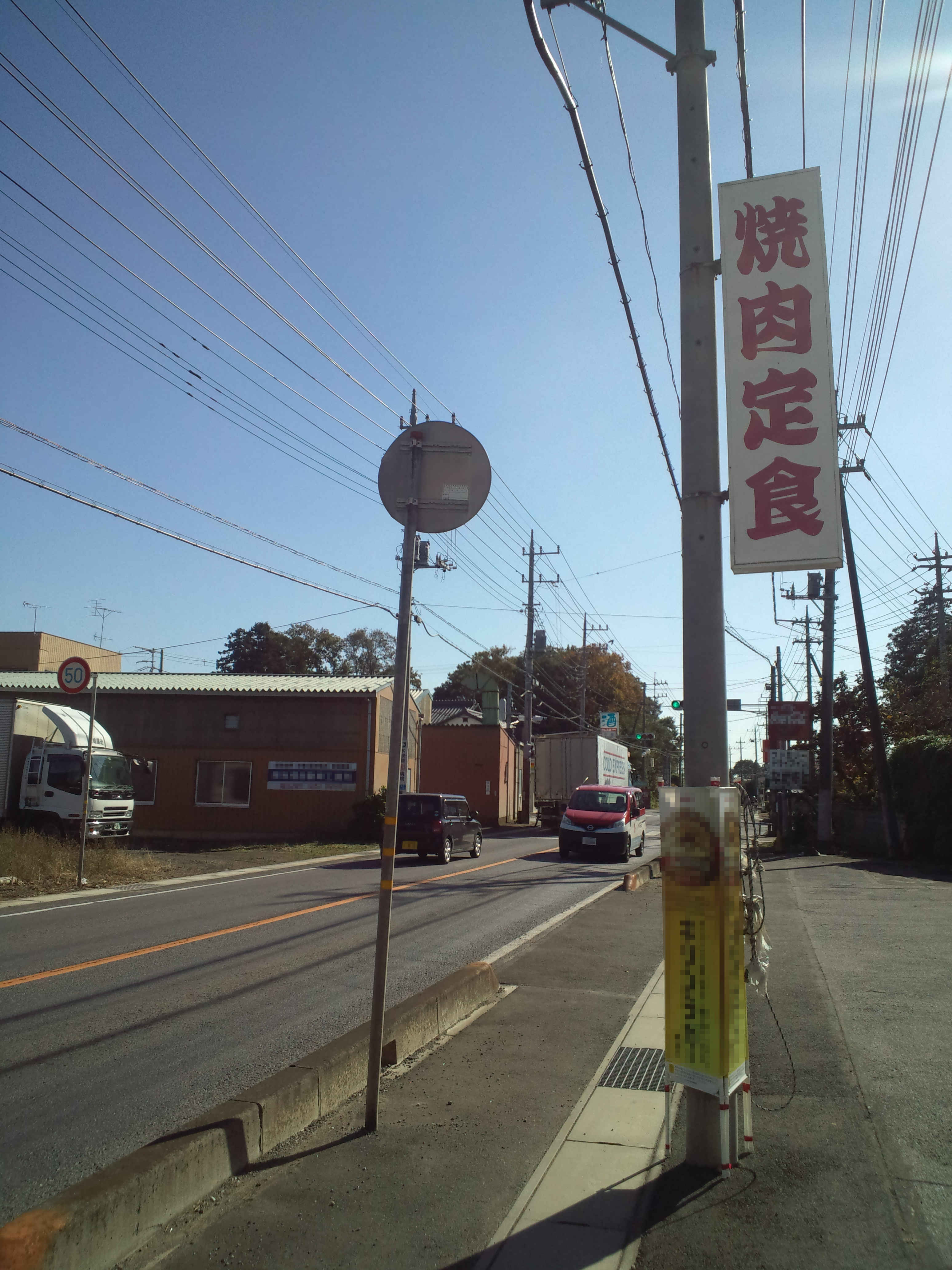
「焼肉定食」を供する飲食店の看板。茨城県坂東市にて。

焼肉定食・弱肉強食は、ともに4字の漢字のみで構成される言葉である。国語辞典などで同様に漢字4字が並ぶ言葉を探すと、「弱肉強食」のほか、「臥薪嘗胆」や「一期一会」のように教訓や知識を含蓄し、物事を簡潔に形容する慣用句やことわざとして用例のあるものが多い。このような語は、しばしば「故事成語」あるいは「四字熟語」と総称され、近年ではこれらの語のみを収録した「四字熟語辞典」も出版されている。日本において、「弱肉強食」という語は漢籍に基づく四字熟語であるとみなされており、国語教育において、学生などの語彙力を試す格好の題材となりうる。対して「焼肉定食」という語は、前述のように国語辞典や四字熟語辞典に用例が見られない俗語であり、多くの日本人がこれを真面目な題材として捉えないと想定されることから、パロディとして成立するものである。

## 用例
「弱肉強食」は韓愈『送浮屠文暢師序』中の句「弱之肉、強之食」（弱の肉は強の食なり）に由来し、弱い者が強い者の犠牲になるような、実力の違いが、そのまま結果に違いを生ずる闘争状態の世界の比喩として、「この世は弱肉強食」などと用いる。これをもじって「この世は焼肉定食」などとする。典型的な言葉遊びの一種であり、修辞学においてはマラプロピズム（Malapropism）と呼ぶ。修辞技法として、論文などでも唐突に引用されることがある。「焼肉定食」のこのような用例は一般にもよく浸透しており、劇作家の別役実は、今後、慣用句として別の意味が定着する可能性を指摘している。
また、パロディとしての面白さを再帰的に利用した用例も存在する。例えば、ナムコ（後のバンダイナムコエンターテインメント）は1980年代に「『（　）肉（　）食』は、『弱肉強食』か『焼肉定食』か」という風変りなキャッチコピーで求人広告を出したことがあるが、これには「『弱肉強食』という言葉を知っていても『焼肉定食』と答えるような人材が欲しい」という意図があったという。同様に実業家の玉井勝文は著書の中で、「弱肉強食」と答える若者は「普通の社会人」になり、弱肉強食という単語を知った上で「焼肉定食」と答える若者は、気の利いたコミュニケーションができるので「人から愛され、広い人脈を築ける」とし、「焼肉定食」しか答えが思い浮かばない若者は「バカにされるか、人間関係が貧しいまま終わる」という趣旨の発言をしている。

## 分類と構造
語彙として「焼肉定食」の位置付けが議論となることがある。これは、熟語・四字熟語・成語などの用語が指す範囲が一定しないことに起因する。例えば熟語を「複数の漢字が結合し、1つの単語となったもの」と解釈する国語辞典がある。この解釈によれば、「焼肉定食」という語は、熟語であり、かつ4字で構成されるので、四字熟語であるということになる。一方で、「熟語」を「語の要素が強く結合し、慣用が固定しているもの」と解釈する国語辞典もある。この解釈によれば、「焼肉」「定食」は、それぞれ熟語であるが、「焼肉定食」はこれらが緩く結合した単なる複合語に過ぎないという。類似の議論はかなり古い時期からなされていたらしく、1941年に技術院の設置について審議された際、当局は「『科学技術』は一熟語であり、『科学』、『技術』の単なる並列ではない」と回答したという。
日本人の中には、「焼肉定食」を四字熟語と見なすことに強い違和感を抱く者も多い。これは、前述のように「焼肉定食」が複合語に過ぎないと認識されていることも、理由の1つであるが、もっと大きな理由に、日本人が四字熟語に対して抱く、感覚的イメージが挙げられる。多くの日本人が「四字熟語は古風な表現であり、いかめしさを感じさせる表現である」という印象を強く抱いているため、「焼肉定食」を四字熟語とすることに相当の抵抗を感じている。劇作家の別役実によれば、パロディーとしての焼肉定食の用例が、仮に定着したとしても、それが四字熟語のイメージにかなうものになるのは難しいという。